# Arisaema chumponense
Arisaema chumponense är en kallaväxtart som beskrevs av François Gagnepain. Arisaema chumponense ingår i släktet Arisaema och familjen kallaväxter. Inga underarter finns listade.